# RTLM
Radio Télévision Libre des milles Collines, förkortat RTLM, var en radiostation i Rwanda mellan 8 juli 1993 och 31 juli 1994. RTLM spelade en aktiv roll under folkmordet i Rwanda, då den genom olika hatkampanjer och rasistisk propaganda uppmanade landets hutu-befolkning att döda landets tutsier, stationens ökända slogan var Hutu Power Radio. RTLM stöddes av landets huturegim och sände från en av arméns militärförläggningar i huvudstaden Kigali. Stationen drev också kampanjer mot bland annat FN och de fredsbevarande styrkornas högste befäl Roméo Dallaire. 
RTLM:s sändningar ökade våldet i landet avsevärt och en uppskattning pekar på att upp till 45 000 av morden, det vill säga cirka 9 procent, skedde på grund av RTLM:s propaganda genom den koordinerade roll den fick.
Det var RTLM som förmedlade startskottet på folkmordet då en av stationens radiopratare, Georges Ruggiu, förmedlade kodorden "hugg ner de höga träden". Detta var signalen för landets hutuer för att börja döda tutsier och därmed var folkmordet ett faktum. Detta skedde efter att landets president Juvénal Habyarimanas privata flygplan skjutits ner och samtliga ombord omkommit. 
När Kigali intogs av oppositionsgerillan RPF den 19 juli 1994 flydde många av stationens medarbetare till grannlandet Zaire där sändningarna i viss mån fortsatte i ytterligare någon vecka, innan de till slut upphörde fullständigt den 31 juli.

## Känd personal på RTLM
- Félicien Kabuga, radiochef
- Ferdinand Nahimana, VD
- Jean-Bosco Barayagwiza vice VD
- Gaspard Gahigi, nyhetschef
- Georges Ruggiu, radiopratare
- Valerie Bemeriki, radiopratare